# Manteniment de l'Estació Espacial Internacional

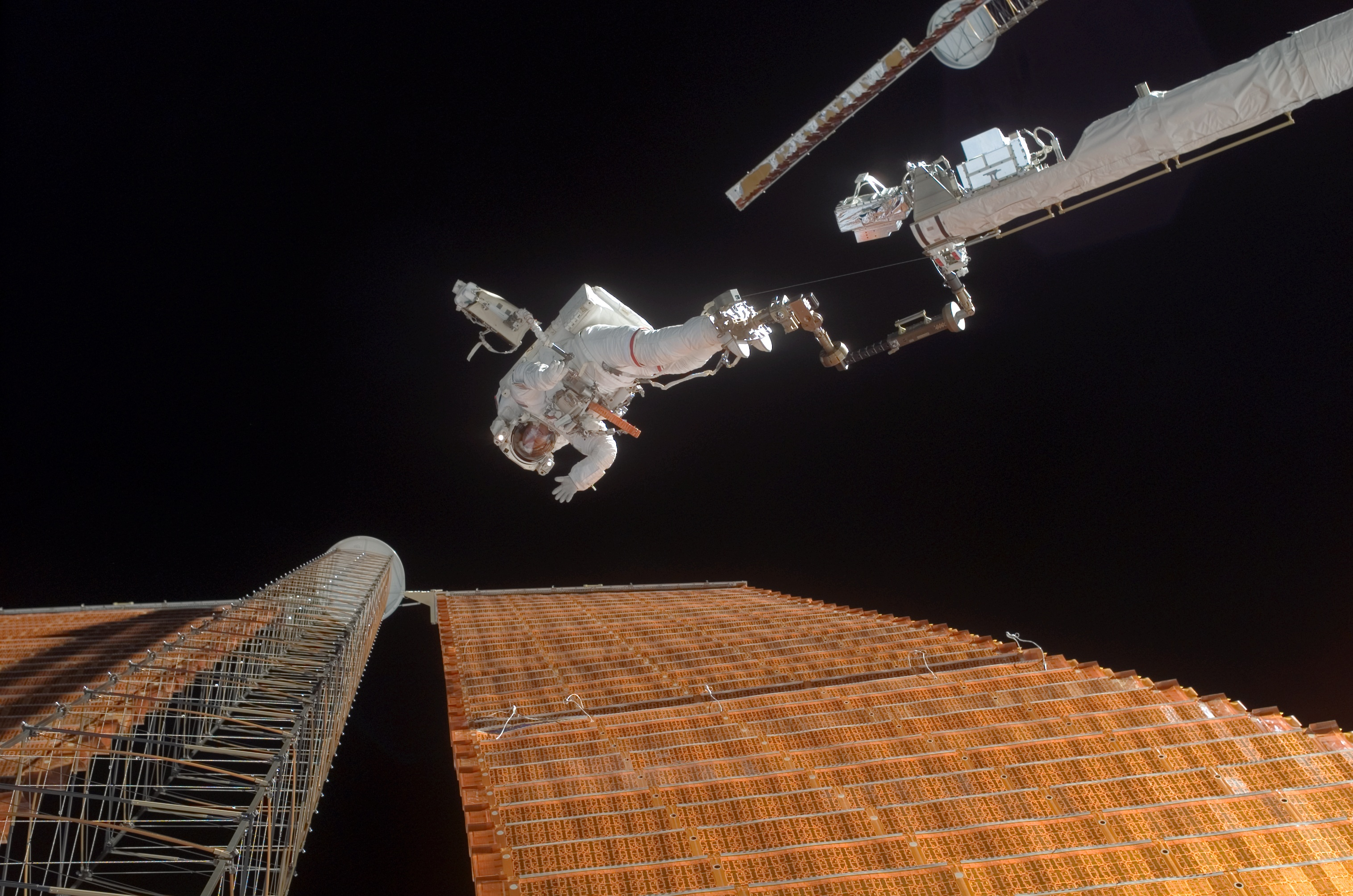
Els astronautes Scott Parazynski i Douglas Wheelock (sense foto) del STS-120 conduint un passeig espacial de 7 hores, 19 minutes per reparar (essencialment cosir) un panell danyat solar que ajuda a alimentar a l'Estació Espacial Internacional. La NASA va declarar que la caminada espacial era perillosa amb risc potencial de descàrrega elèctrica.

Atès que la construcció va començar, el programa de l'Estació Espacial Internacional (ISS) ha hagut de tractar amb diversos problemes de manteniment, incidències inesperades i fracassos. Aquests incidents han afectat a la cronologia de la seva construcció, que va conduir als períodes de reducció de les capacitats de l'estació i en alguns casos podria haver forçat la tripulació a abandonar l'estació espacial per raons de seguretat, ja que no s'havia resolt aquests problemes.

## 2003 – Acumulació de deixalles després de l'accident delColumbia
El desastre del Columbia no implicava la ISS, però va fer un impacte en el programa sobre la construcció i manteniment de la ISS.
El desastre del Transbordador Espacial Columbia l'1 de febrer de 2003 (durant el STS-107, una missió que no involucrava a la ISS) va donar lloc a una suspensió de dos anys i mitja de durada del programa del transbordador espacial nord-americà. Una altra suspensió d'un any, pel STS-114 (perquè l'escuma continuava vessant del tanc extern) va donar lloc a certa incertesa sobre el futur de l'Estació Espacial Internacional. Tots els intercanvis de personal entre el febrer de 2003 i juliol de 2006 es van dur a terme utilitzant la nau espacial russa Soiuz; va tenir lloc una visita del STS-114 el juliol de 2005 però només logístic. A partir de l'Expedició 7, només foren dos astronautes en cada llançament, a diferència de tres membres anteriorment. Com que la ISS no havia estat visitat pel transbordador espacial durant més de tres anys, s'havien acumulat més residus del previst, el que temporalment va impedir les operacions de l'estació en el 2004. Els transports automàtics de la Progress i la missió STS-114 van ajudar a eliminar les deixalles.

## 2004 – Fuga d'aire
En el 2 de gener de 2004, es va detectar una petita fuita d'aire a bord de la ISS. En aquest moment, cinc lliures d'aire s'escapaven cada dia cap a l'espai i la pressió interna de la ISS es va reduir dels 14,7 psi nominal cap als 14,0 psi, encara que això no suposava una amenaça immediata per Michael Foale i Aleksandr Kaleri, els dos astronautes a bord.
Amb l'ús d'una sonda ultrasònica, Foale va rastrejar la fuita el diumenge 10 de gener a un pont de la mànega de buit connectada a una finestra del segment americà de l'estació. La recerca de la fuita es va veure obstaculitzada pel soroll emès per l'equip científic a bord. La identificació amb èxit i la reparació de la fuita va evitar un segellament previst de l'estació en un intent d'aïllar la fuita, que hauria afectat les operacions de l'estació.

## 2006 – Ventilació de gas
El 18 de setembre de 2006, la tripulació de l'Expedició 13 va activar un detector de fum en el segment rus de l'Estació Espacial Internacional quan els fums d'un dels tres generadors d'oxigen Elektron van desencadenar la por momentània sobre un possible incendi. La tripulació va informar inicialment d'una olor a la cabina. L'alarma va trobar més tard que és causada per una fuita d'hidròxid de potassi d'una sortida d'oxigen. L'equip afectat va ser apagat, i les autoritats van dir que no havia foc i la tripulació no estava en cap perill.
El sistema de ventilació de l'estació va ser apagat per evitar la possibilitat de propagació de fum o contaminants a través de la resta del complex. Un filtre d'aire de carbó es va posar en marxa per netejar l'aire dels fums d'hidròxid de potassi persistents. El gerent del programa de l'estació espacial va declarar que la tripulació mai es van posar màscares de gas, però com a precaució es van posar els guants quirúrgics i màscares per evitar el contacte amb qualsevol contaminant.
En el 2 de novembre de 2006, la càrrega enviada per la nau Progress M-58 russa permetent a la tripulació reparar l'Elektron utilitzant peces de recanvi.

## 2007 – Error informàtic
En el 14 de juny de 2007, durant l'Expedició 15 i setè dia de vol del STS-117 en visita a l'ISS, un mal funcionament de l'equip informàtic en el segment rus a les 06:30 UTC va deixar l'estació sense impulsors, generació d'oxigen, filtratge de diòxid de carboni, i altres sistemes de control ambiental, causant que la temperatura a l'estació pugés. Un reinici amb èxit dels equips va donar lloc a una falsa alarma d'incendi que va despertar a la tripulació a les 11:43 UTC.
El 15 de juny, els ordinadors principals russos van tornar a funcionar, i es va poder utilitzar les comunicacions entre el segment americà sense passar per un circuit, però els sistemes secundaris es va mantenir fora de línia. La NASA va informar que sense l'ordinador que controla els nivells d'oxigen, l'estació tenia 56 dies d'oxigen disponible.
A la tarda del 16 de juny, el Gestor del Programa de l'ISS Michael Suffredini va confirmar que els sis equips que regeixen el control i els sistemes de navegació al segment rus de l'estació, incloent dos que van fallar, es van tornar a posar en funcionament més endavant i es van posar a prova durant diversos dies. El sistema de refrigeració va ser el primer sistema a tornar a funcionar. La tripulació de l'ISS va descobrir que la causa era la condensació a l'interior dels connectors elèctrics, el que va provocar un curtcircuit que va provocar l'ordre d'apagada a les tres unitats de processament redundants. Això va ser inicialment una preocupació perquè l'Agència Espacial Europea utilitza els mateixos sistemes informàtics, subministrats per EADS Astrium Space Transportation, en el mòdul laboratori Columbus i el vehicle de transferència automatitzat. Quan es va descobrir la causa de l'avaria, es va actuar per evitar el problema en el futur.

## 2007 – Panell solar danyat

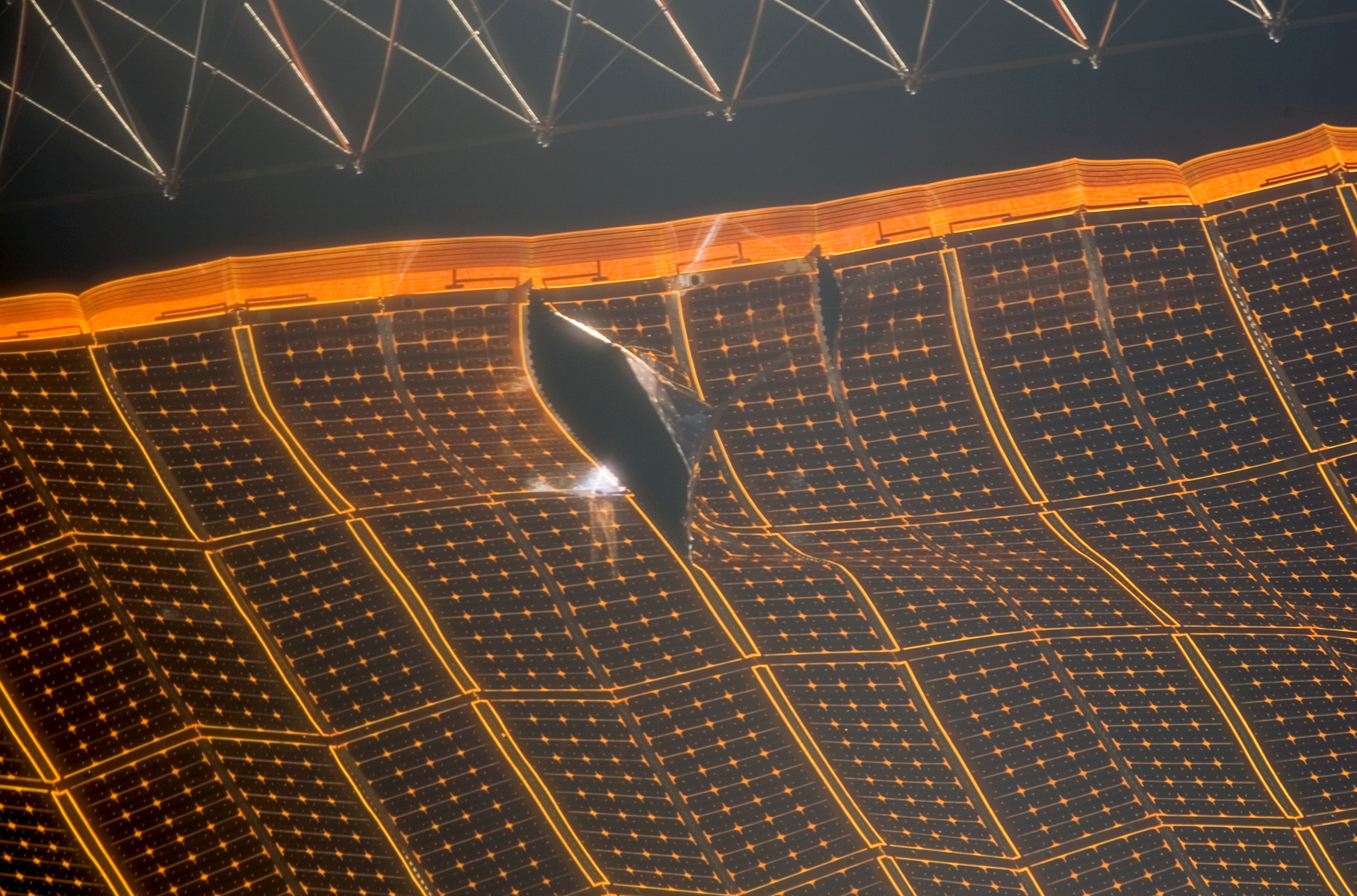
Danys en l'ala 4B del panell solar P6 quan va ser redesplegat després de ser traslladat a la seva posició final en el STS-120.

En el 30 d'octubre de 2007, durant l'Expedició 16 i el setè dia de vol del STS-120 en visita a l'ISS, seguint el reposicionament del segment estructural P6, la tripulació de l'ISS i del Transbordador Espacial Discovery van iniciar el desplegament dels dos panells solars a l'estructura. La primera matriu va ser desplegada sense incidents, i la segona matriu va ser desplegada al voltant del 80% abans que els astronautes observessin una esquinçament de 76-centimetres. Els panells s'havien desplegat en anteriors fases de la construcció de l'estació espacial, i la retracció necessària per moure l'estructura a la seva posició final havia va costar més del previst.
Un segon esquinçament, més petit, es va observar després d'una inspecció addicional, i les caminades espacials de la missió van ser reprogramades per tal d'elaborar una reparació. Normalment, aquestes caminades espacials prenen diversos mesos per ser planificades i es liquiden en molta antelació. En el 3 de novembre, el caminador espacial Scott Parazynski, ajudat per Douglas Wheelock, van fixar els panells trencats utilitzant enllaços improvisats, i utilitzant per darrera vegada el braç d'inspecció OBSS del transbordador espacial. Parazynski va ser la caminador espacial que primera vegada va fer l'ús del braç robòtic d'aquesta manera. Aquesta caminada espacial va ser considerada com significativament més perillosa que la majoria a causa de la possibilitat de descàrrega de la generació d'electricitat dels panells solars, l'ús sense precedents del OBSS, i la manca de planificació i formació per a la caminada espacial com a procediment improvisat. Parazynski no obstant això, va ser capaç de reparar els danys, segons el previst, i el panell es va poder desplegar completament un cop reparat. També, el OBSS es va deixar a l'Estació Espacial Internacional, per la seva versatilitat i capacitat demostrada per ser utilitzada durant períodes més llargs de temps.

## 2007 – Danyat el Solar Alpha Rotary Joint d'estribord
Durant el STS-120, es va detectar un problema a l'estribord del Solar Alpha Rotary Joint (SARJ). Aquesta junta, juntament amb un dispositiu similar al costat del port lateral de l'estructura de la carcassa integrada de l'estació, gira els panells solars grans per mantenir-los cara al sol. Es va observar una excessiva vibració i els pics de corrent alt en l motor d'accionament dels panells, que va resultar en la decisió de reduir substancialment el moviment del SARJ d'estribord fins que es descobrís la causa del problema. Les inspeccions durant els EVAs en el STS-120 i STS-123 va mostrar una contaminació extensa d'encenalls metàl·liques i brutícia en l'engranatge gran d'accionament i van confirmar danys en l'anell metàl·lic que uneix el centre de l'articulació. L'estació tenia suficient potència operativa per dur a terme el seu programa a curt termini amb només efectes modestos sobre les operacions, de manera que per evitar danys majors, el conjunt va ser bloquejat en el seu lloc.
El 25 de setembre de 2008, la NASA va anunciar progressos significatius en el diagnòstic de la font del problema a l'estribord del SARJ i un programa per reparar-lo en òrbita. El programa de reparació va començar amb el vol del Transbordador Espacial Endeavour en el STS-126. La tripulació va portar a terme la reparació a estribord i babord del SARJ, lubricants ambdues articulacions i substituint 11 de 12 rodaments a l'estribord del SARJ. S'esperava que aquest manteniment seria una solució temporal al problema. A long-term solution is un pla de 10 EVAs batejat com a 'SARJ-XL', que contempla la instal·lació dels suports estructurals entre els dos segments de la SARJ i una anella on s'insereixen entre ells per reemplaçar completament l'articulació avariada. No obstant això, després de la neteja i la lubricació de l'articulació, els resultats que s'han observat fins ara han estat molt encoratjadors, fins al punt que ara es creu que la unió podria ser mantinguda per ocasionals EVAs de manteniments per tripulacions resident de l'estació. No obstant això, les dades de la SARJ requerirà algun temps per analitzar completament abans d'una decisió per unir millor el sistema.

## 2009 – Vibració excessiva durant la reignició
El 14 de gener de 2009, una seqüència d'ordres incorrecte va causar que el manteniment d'altitud orbital sobre el sistema de control de propulsió del mòdul de servei Zvezda fallés durant una maniobra d'empenyiment. Això va donar lloc a vibracions ressonants en l'estructura de l'estació, que va persistir durant més de dos minuts. Si bé no hi va haver danys a l'estació que es van informar immediatament, alguns components podrien haver estat superats més enllà dels seus límits de disseny. Les anàlisis posteriors van confirmar que l'estació era poc probable que hagi patit algun dany estructural, i sembla que "estructures encara compten amb la seva capacitat normal de vida útil". Estan en curs noves anàlisis.

## 2009 – Possible fuga d'amoníac a partir del radiador S1 causant un panell danyat

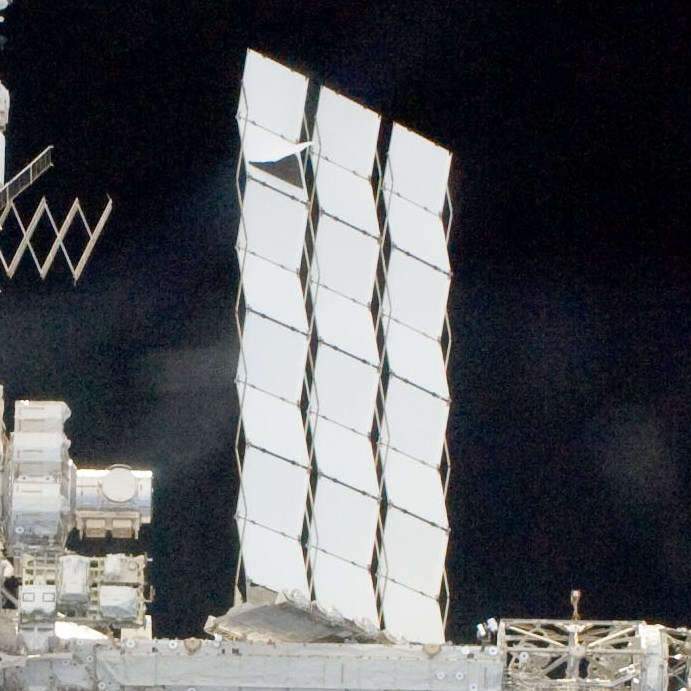
El radiador S1 danyat en l'estructura d'estribord de l'ISS.

El radiador S1-3 va danyar un panell de refrigeració que va requerir d'una reparació o substitució en òrbita, ja que els danys poden tenir el potencial per crear una fuita al External Thermal Control System (ETCS) de l'estació, conduint possiblement a una pèrdua inacceptable de líquid refrigerant d'amoníac.
Hi ha sis radiadors d'aquest tipus, tres a l'estructura d'estribord, i tres a l'estructura del port, cada un consta de 8 panells. Apareixen com els grans objectes blancs prisats que s'estenen en la direcció longitudinal de les bigues, entre els mòduls centrals habitables i les matrius de panells solars grans en els extrems de l'estructura de l'estació, i controlar la temperatura de la ISS sobre l'abocament excessiu de calor a l'espai. Els panells són de doble cara, i s'irradien des d'ambdós costats, amb amoníac circulant entre les superfícies superiors i inferiors.
El problem va ser observat per primer cop per unes imatges realitzades per una Soiuz el setembre de 2008, però no es pensava que era greu. Les imatges mostren que la superfície d'un sub-panell s'ha pelat darrere de l'estructura subjacent central, possiblement a causa de micrometeoroides o restes de l'impacte. També se sap que un mòdul de servei de la coberta propulsor, rebutjada durant una caminada espacial el 2008, havia colpejat el radiador S1, però el seu efecte, si n'hi ha, no s'ha determinat. Més imatges durant el vol el STS-119 han plantejat la preocupació de la fatiga estructural, a causa de la tensió dels cicles tèrmics, que podrien causar una fuita greu en desenvolupar en el bucle de refrigeració d'amoníac, encara que no existeix encara cap prova d'una fuita o de la degradació en el rendiment tèrmic del panell. Diverses opcions per a la reparació estan sota consideració, incloent el reemplaçament de tot el radiador S1 en un vol futur, possiblement amb el retorn de la unitat danyada a terra per a l'estudi detallat.
El 15 de maig de 2009, canonada danyada d'amoníac del panell del radiador va ser tancat mecànicament fora pel sistema ETCS, pel tancament d'una vàlvula controlat per ordinador. La vàlvula es va utilitzar de la mateixa manera immediatament després de ventilar l'amoníac des del panell danyat. Això elimina la possibilitat d'una fuita d'amoníac del sistema de refrigeració a través del panell danyat.

## 2010 – Error en el circuit de refrigeració A
L'1 d'agost de 2010, un error en el refrigerador Loop A (costat d'estribord), un dels dos circuits de refrigeració externs, a l'esquerra de l'estació amb només la meitat de la seva capacitat de refrigeració normal i redundància zero en alguns sistemes. El problema sembla estar en el mòdul de bomba d'amoníac que circula el fluid refrigerant d'amoníac. Diversos subsistemes, entre ells dos dels quatre CMG, van ser tancats. La bomba d'amoníac va tornar a la Terra durant la missió STS-135 per sotmetre'l en una anàlisi per trobar la causa arran de l'error.
Les operacions previstes en la ISS van ser interromputs per una sèrie de EVAs per abordar la qüestió del sistema de refrigeració. Un primer EVA el dissabte 7 d'agost de 2010, per reemplaçar el mòdul de la bomba que va fallar, no es va completar totalment a causa d'una fuita d'amoníac en una de les quatre desconnexions ràpides. En un segon EVA el dimecres 11 d'agost, va eliminar amb èxit el mòdul de la bomba que va fallar. Una tercera EVA va ser requerit per restaurar el Loop A per al seu normal funcionament.

## 2011 – Alerta de col·lisió amb deixalles espacials
El 28 de juny de 2011, un objecte no identificat que volava prop de l'estació espacial. L'objecte va passar volant a una velocitat relativa de 29 quilòmetres per hora i una distància de només 1.100 metres de l'estació. La tripulació de sis persones immediatament van abordar les càpsules Soiuz i es van tancar les escotilles a l'estació, així com a la Soiuz. Estaven a punt per al desacoblament quan es va donar el senyal que tot estava clar, el que significa que el perill ha passat i la tripulació pot reboardar l'estació. Aquest tipus d'incident ha passat diverses vegades, i l'equip portaria a terme una maniobra d'evasió si torna a sorgir la situació.

## 2011-2012 – Error del Main Buss Switching Unit #1 i EVA de substitució
Els quatre Main Bus Switching Units (MBSUs, situats en l'estructura S0), controlen l'encaminament de potència de les quatre ales de panells solars per a la resta de la ISS. A finals de 2011 MBSU-1, mentre que encara l'encaminament d'alimentació funcionava correctament, va deixar de respondre als comandaments o l'enviament de dades que no confirmaven la seva resposta, i va ser programat per ser substituït en el proper EVA disponible. A cada MBSU, dos canals d'alimentació de potència de CC 160 V a partir de les matrius a dos convertidors de CC a CC (DDCUs) que subministren l'energia 124v utilitzats a l'estació. Un recanvi MBSU ja estava a bord, però el 30 agost de 2012, l'EVA no va tenir èxit quan el pern era massa petit per finalitzar la instal·lació de la unitat de recanvi i s'encallava la connexió elèctrica assegurada. La pèrdua MBSU-1 va limitar a l'estació al 75% de la seva capacitat normal d'energia, requerint petites limitacions a les operacions normals fins que el problema poogués ser solucionat.
Es va realitzar un segon EVA per estrènyer el cargol amb problemes, va fer completar la instal·lació de la substitució MBSU-1 en un intent de restaurar l'energia completament, que estava prevista per al dimecres, 5 de setembre. No obstant això, mentrestant, una ala 3 matriu solar es va desconnectar a causa d'algun defecte en aquest Direct Current Switching Unit (DCSU) o el seu sistema associat del panell, reduint encara més l'energia de l'ISS a només cinc de les vuit ales de panells solars per primera vegada en diversos anys.
El 5 de setembre de 2012, en un segon, EVA de sis hores per substituir el MBSU-1, els astronautes Suni Williams i Aki Hosihda van restaurar amb èxit el 100% de l'energia de l'estació.